# Paul Deutsch (Journalist)
Paul Deutsch (* 16. März 1873 in Wien; † 4. Juli 1958) war ein österreichischer Journalist.
Paul Deutsch besuchte das Gymnasium Wasagasse und ließ sich parallel durch Karl Weizmann in Stenografie ausbilden. Nach der Matura studierte er Rechtswissenschaft an der Universität Wien. Parallel war er von 1892 bis 1897 als Parlamentsstenograph beim Reichsrat tätig. Von 1898 bis 1919 war er Mitarbeiter der „Neuen Freien Presse“. Dann arbeitete er als freier Schriftsteller, bis er 1922 einen Wirtschaftsverlag gründete. Von 1927 bis 1934 war er Chefredakteur der „Wiener Allgemeinen Zeitung“. Nach dem „Anschluss Österreichs“ 1938 wurde ihm jede publizistische Tätigkeit verboten. Ab der Gründung der Zeitung „Neues Österreich“ 1945 gehörte er als Vertreter der Sozialdemokratie deren Redaktion an. Er wurde in einem Ehrengrab auf dem Wiener Zentralfriedhof beerdigt.

## Auszeichnungen
- 1954: Preis der Stadt Wien für Publizistik
- 1958: Großes Ehrenzeichen für Verdienste um die Republik Österreich[2]